# Raimonds Pauls
Ojārs Raimonds Pauls (n. 12 ianuarie 1936, Riga, Interwar Latvia⁠(d)) este un compozitor, dirijor și pianist leton cunoscut în Letonia, Rusia, țările ex-sovietice și în întreaga lume. El a fost ministrul culturii în Letonia din 1988 până în 1993. Artist al Poporului Uniunii Sovietice (1985). Câștigător al Premiul Lenin al Komsomolului (1981).

## Legături externe
- Official site
- Raimonds Pauls discografia la Discogs
- Raimonds Pauls la Internet Movie Database